# Vinci (empresa)
Vinci es un grupo industrial francés especializado en la construcción de edificios, grandes obras, infraestructuras de transporte, carreteras, autopistas, ferrocarriles, aparcamientos e infraestructuras de energía. Asimismo, es uno de los mayores operadores de concesiones del mundo.
El grupo VINCI emplea a 280 000 personas (2024) en más de 120 países. Sus ingresos alcanzaron los 48.000 millones de euros en 2019.
VINCI cotiza en la Bolsa de París y forma parte del índice CAC 40 y del Euronext 100.

## Historia
La Société générale d'entreprises (SGE, Sociedad general de empresas, en francés) fue creada en 1899 por dos ingenieros de la École polytechnique, Alexandre Giros y Louis Loucheur. En el año 2000 la sociedad fue rebautizada VINCI.
La SGE estuvo controlada de 1966 a 1984 por la Compagnie générale d'électricité (CGE, Compañía general de electricidad), de 1984 a 1988 por Saint-Gobain, et finalmente y hasta el 2000 por la Compagnie générale des eaux (Compañía general de aguas), posteriormente llamada Vivendi.
En julio del año 2000, el grupo VINCI se independizó y adquirió GTM (Grands travaux de Marseille, Grandes obras de Marsella), filial de Suez. De esta forma se convirtió en el líder mundial de las empresas de obras públicas, por delante de Bouygues. En 2005 su participación en Autoroutes du sud de la France (Autovías del sur de Francia) se incrementó hasta un 73,4%.

## Presidentes
- Amédée Alby: 1908-1932
- Alexandre Giros: 1932-1937
- Ernest Weyl: 1937
- Henry Laborde Milaa: 1937-1947
- Jean Matheron: 1947-1971
- Roger Schulz: 1971-1974
- Pierre-Donatien Cot: 1975-1981
- Paul Naudo: 1981-1984
- Serge Michel: 1984-1988
- Guy Dejouany y Serge Michel: 1988-1990
- Guy Dejouany: 1990-1996
- Jean-Marie Messier : 1996-1997
- Antoine Zacharias: 1997 a junio de 2006
- Yves-Thibault de Silguy: desde el 1 de junio de 2006

## Actividades del grupo (2021)
- VINCI Autoroutes
- VINCI Airports
- VINCI Energies
- VINCI Railways
- Eurovia
- VINCI Construction
- Cobra Group
- SICE Tecnología y Sistemas